# Radula shaefer-verwimpii
Radula shaefer-verwimpii là một loài rêu trong họ Radulaceae. Loài này được K. Yamada mô tả khoa học đầu tiên năm 1990.